# Baiersdorf
Baiersdorf è una città tedesca situata nel land della Baviera.